# Lacinipolia explicata
Lacinipolia explicata är en fjärilsart som beskrevs av Mcdunnough 1937. Lacinipolia explicata ingår i släktet Lacinipolia och familjen nattflyn. Inga underarter finns listade i Catalogue of Life.